# Aegean Dendrochronology Project
Das Aegean Dendrochronology Project (Projekt zur Baumringdatierung von Holzfunden aus dem erweiterten Ägäisraum) ist ein dendrochronologisches Projekt, um im Bereich Italiens und Griechenlands, ferner Anatoliens, Georgiens, des Libanons und Ägyptens eine lückenlose Skala von Baumringchronologien für verschiedene Baumarten zu erstellen. Das Projekt wurde 1973 von Peter Ian Kuniholm begonnen, der Dozent an der Cornell University in New York ist.
Die Mitarbeiter entnehmen Proben aus Holzfunden und Artefakten und führten bisher 10 Millionen Baumringbestimmungen durch. Eine Skala für Eichenholz deckt den Zeitraum von 2004 bis 518 v. Chr. ab. In Teilen noch unvollständig ist ein Zeitraum von insgesamt 9000 Jahren.